# コールドフィート計画
コールドフィート計画（コールドフィートけいかく、Project COLDFEET）は、アメリカ合衆国の中央情報局(CIA)が行った諜報活動である。ソビエト連邦（ソ連）が北極海に設置して後に放棄した流氷基地から情報を取り出すことを目的として、1962年5月から6月にかけて実行された。工作員の回収にはフルトン回収システムが使用された。

## 歴史
コールドフィート作戦は、1961年5月に北極海上空の航空磁気測量を行っていた海軍機からソ連の流氷基地を目撃したとの報告を受けたことから始まった。その数日後、流氷基地NP9への物資供給に使われていた氷の滑走路が氷丘脈によって破壊され、最終的に北極海で砕けてしまうことが想定されたことから、この基地から撤退するとソ連が発表した。
放棄されたソ連の流氷基地を調査するという計画に、アメリカ海軍研究局(ONR)が関心を持った。その前年にONRは、ソ連の潜水艦を監視するために使用していたアメリカの流氷基地に音響監視ネットワークを設置した。ONRは、ソ連が極地の氷床を通過するアメリカの潜水艦を追跡するために同様のシステムを持っていると想定していたが、これを裏付ける直接的な証拠はなかった。また、ONRはソ連の流氷基地の取り組みをアメリカの作戦と比較したいと考えていた。問題はNP9への行き方だった。NP9は砕氷船では到達できないほどの氷山の奥深くにあり、ヘリコプターの航続距離外だった。
コールドフィート作戦を指揮するジョン・キャドワレイダー(John Cadwalader)大尉は、フルトン回収システムを利用する絶好の機会だと考えた。ONR地理学部門の北極プログラムの責任者であるマックス・ブリットン(Max Britton)博士の推薦を受けて、海軍研究主任のL・D・コーツ(L. D. Coates)少将は、作戦の予備計画を承認し、海軍作戦本部長の最終承認を求めた。実行は、天候が良く日照時間が十分にある時期である1961年9月に予定された。NP9は、作戦の出発地点として計画されていたグリーンランドのチューレ米空軍基地から600マイル（970キロメートル）以内に位置していた。
ONRは、この任務のために、優秀な調査員2名を選出した。空軍のジェームズ・スミス(James Smith)少佐は、アメリカの流氷基地に勤務した経験を持つ空挺隊員であり、ロシア語に堪能だった。海軍予備役のレナード・A・レシャック(Leonard A. LeSchack)中尉は、元南極地球物理学者で、1960年にアメリカの流氷基地T-3に監視システムを設置していた。レシャックはパラシュート降下の資格を持っていなかったため、ニュージャージー州のレイクハースト海軍航空基地でパラシュートの訓練を受けた。2人は夏にフルトン回収システムの訓練を受け、メリーランド州のパタクセント・リバー海軍航空基地にある海軍航空試験センターでP2V哨戒機の乗組員と一緒に作業をした。

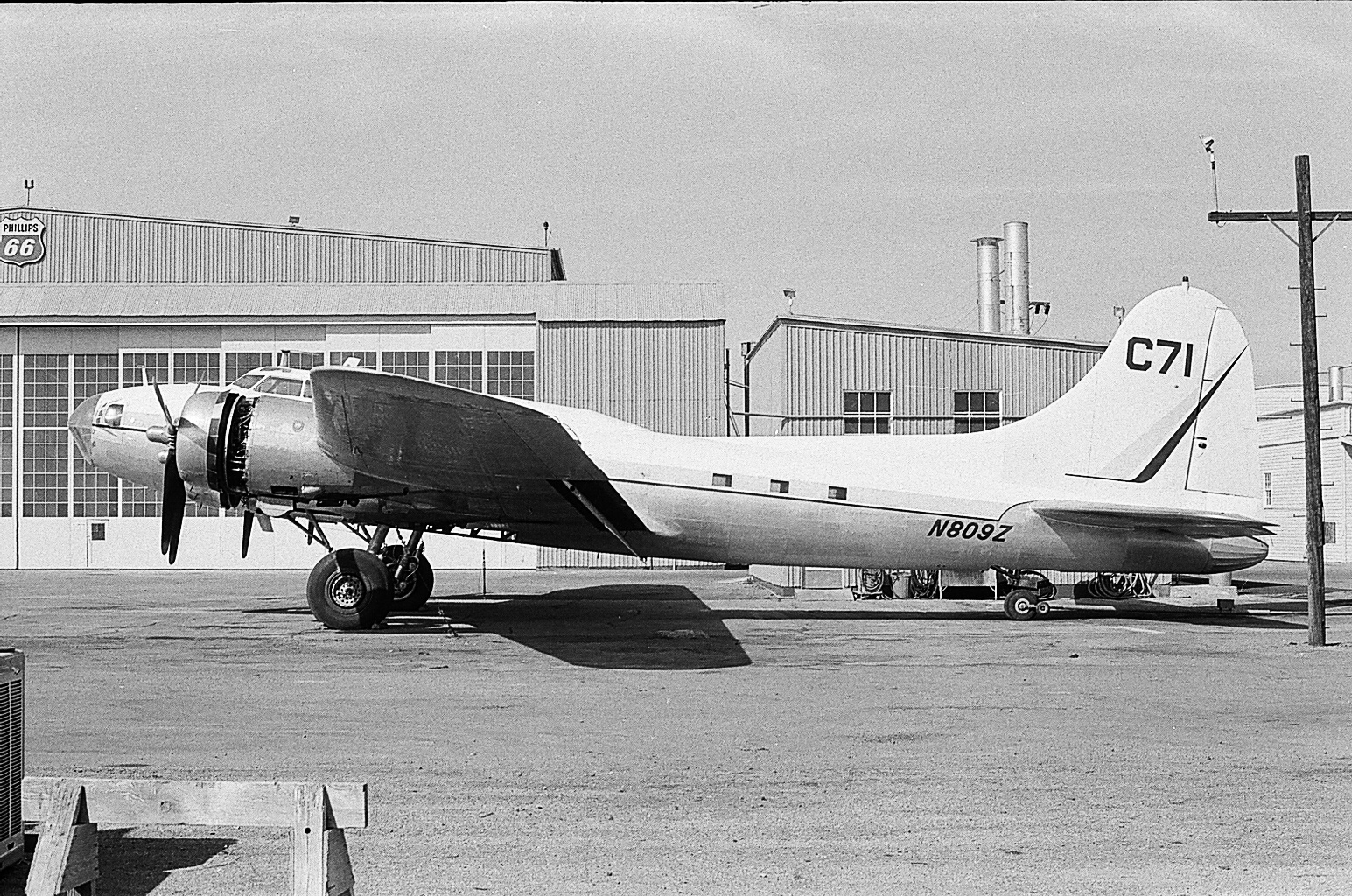
プロジェクトで使用されたB-17G N809Z

正式な許可が下りるのが遅すぎたことと、NP9が遠くに漂流してしまったことから、この計画は延期された。1962年3月には、別の流氷基地NP8が放棄されたというニュースが流れた。NP8はカナダの飛行場からもアクセスできる距離にあり、NP9よりも設備が新しいものだったことから、プロジェクトの目標はNP8に変更された。
1962年5月28日、CIAのB-17 44-85531を改造してN809Zとして登録されコニー・シーグリスト(Connie Seigrist)とダグラス・プライス(Douglas Price)が操縦する機体で2人はNP8上空まで運ばれ、パラシュートで降下した。6月1日、シーグリストとプライスは、B-17に搭載されたフルトン回収システムを使用して、収集したソ連軍の装備品ともに2人を回収した。この任務では、最初にソ連軍の装備品を回収し、次にレシャック、最後にスミスと、3回に分けて回収しなければならなかった。
コールドフィート作戦は成功した。この作戦で、ソ連の北極圏における研究活動に関する情報が得られた。その中には、アメリカの潜水艦を探知するための音響システムに関する先進的な研究や、ソ連が北極圏における対潜戦技術を開発しようとしていた証拠も含まれていた。